# Monte Gargano (posamine)
Il Monte Gargano è stato un posamine della Regia Marina, già motonave passeggeri italiana.

## Storia

La Monte Gargano fotografata nei primi anni di servizio.

Costruita tra il marzo e l'ottobre 1931 nei Cantieri Riuniti dell'Adriatico di Monfalcone unitamente alle gemelle Adriatico, Barletta, Brindisi, Zara, Lero e Brioni, l'unità era originariamente una motonave passeggeri da 1976,28 tonnellate di stazza lorda e 1073,73 tonnellate di stazza netta. Quattro stive della capienza di 1722 metri cubi permettevano una portata lorda di 1231 tonnellate, mentre nelle cabine potevano trovare posto in tutto 72 passeggeri (per altre fonti 68: 22 in prima classe, 24 in seconda e 22 in terza). Due motori diesel FIAT della potenza complessiva di 3300 hp (altre fonti 2800), consumando 11,5 tonnellate di carburante al giorno, azionavano una due eliche (per altre fonti una sola), consentendo una velocità di 14,5 nodi (alle prove in mare erano stati invece toccati i 15,8 nodi).
Iscritta con matricola 56 al Compartimento marittimo di Bari, la nave apparteneva inizialmente alla Puglia Società anonima di navigazione a vapore (con sede a Bari), che la utilizzò sulla linea n. 42 dall'Adriatico alla Dalmazia ed all'Albania. Seguendo i mutamenti della società proprietaria, il 22 aprile 1932 la Monte Gargano passò alla Compagnia Adriatica di Navigazione con sede a Venezia, che cambiò nome, il 1º gennaio 1937, in Adriatica Società Anonima di Navigazione.

La Monte Gargano in navigazione con i colori dell’Adriatica.

Impiegata dalla Società Puglia sulla linea circolare adriatica, dopo il passaggio all'Adriatica la motonave venne destinata alla rotta Venezia-Dalmazia-Albania-Bari-Durazzo, mentre agli inizi del 1939 venne trasferita sulle linee 44 e 44 bis, rispettivamente Bari-Durazzo e Bari-Santi Quaranta.
Il 29 agosto 1939 la Monte Gargano venne requisita dal Ministero della Marina, venendo derequisita il 5 novembre dello stesso anno. Dal 7 novembre l'unità fu adibita a viaggi straordinari per l'Albania (tra Bari, Brindisi, Valona, Durazzo e Venezia), tornando sulla linea n. 42 dal 30 novembre 1939 al 7 maggio 1940.
L'8 maggio 1940, poco più di un mese prima dell'ingresso dell'Italia nella seconda guerra mondiale, la motonave venne requisita dalla Regia Marina e, opportunamente modificata (dotata di attrezzature per il trasporto e la posa di mine e di armamento contraereo, probabilmente comprensivo di un cannone di piccolo calibro, forse da 76 mm, e di alcune mitragliere da 13,2 mm), iscritta nel ruolo del naviglio ausiliario dello Stato come posamine. Ultimati i lavori l'unità venne dislocata a Tripoli, alle dipendenze, quale unità ausiliaria, del Comando Navale Libia.

Il relitto della Monte Gargano dopo il siluramento nel golfo di Bomba.

Nell'estate 1940 la Monte Gargano fu coinvolta nell'operazione «G. A. 1», il primo tentativo di attacco dei mezzi d'assalto italiani contro Alessandria d'Egitto. Alle dieci di sera del 18 agosto 1940 la motonave, con a bordo il comandante di «Marina Libia», ammiraglio di divisione Bruno Brivonesi, lasciò Bengasi per Derna, da dove proseguì per la baia di Menelao, nel golfo di Bomba, in Cirenaica, ormeggiandosi tra la riva e l'isola di el-Maràcheb. Durante la navigazione, alle 8.25 del 20 agosto, la nave venne attaccata al largo di Ras Hilal dal sommergibile britannico Rorqual, i cui siluri non andarono a segno. Nel golfo di Bomba la nave venne raggiunta, tra le 8.15 e le 9 del 21 agosto, dalle altre due unità coinvolte nell'operazione: il sommergibile Iride (che avrebbe dovuto portare ad Alessandria quattro SLC della I Flottiglia MAS) e la torpediniera Calipso (che aveva trasportato da La Spezia al golfo di Bomba gli SLC ed i relativi operatori). La Monte Gargano avrebbe dovuto in quell'occasione fungere da nave appoggio e rifornimento per le altre due unità. La missione era però viziata da un grave errore di base: l'aver scelto come punto di partenza un ancoraggio della Cirenaica solitamente deserto (nel quale avrebbe pertanto attirato l'attenzione la presenza di tre unità) ed esposto ad eventuali attacchi aerei, invece che, come suggerito dal comandante della I Flotmas, capitano di fregata Mario Giorgini, un porto dell'Egeo. La stessa presenza della Monte Gargano poteva dirsi superflua: la Calipso, infatti, avrebbe potuto rifornirsi di nafta nella non lontana Tobruk (distante poco meno di una cinquantina di miglia) od a Bengasi, durante la navigazione di rientro. Inoltre la motonave, dalle forme piuttosto massicce ed appena ridipinta con la colorazione militare color grigio cenerino chiaro, metteva in risalto l'insolita presenza di navi nel golfo di Bomba.

Un'altra vista della nave adagiata sui bassi fondali e parzialmente emergente

Dopo l'arrivo, Calipso ed Iride si affiancarono ed i comandanti delle due unità (tenenti di vascello Francesco Brunetti e Giuseppe Zambardi rispettivamente per Iride e Calipso), insieme a Giorgini, si trasferirono, a mezzo del battellino della motonave, sulla Monte Gargano, dove, a seguito di una riunione cui partecipò anche l'ammiraglio Brivonesi, si stabilì che, per consentire agli equipaggi di riposarsi, le operazioni di trasferimento degli SLC sull’Iride (che li avrebbe poi portati ad Alessandria) e le prove per il loro funzionamento sarebbero state svolte l'indomani mattina, mentre nel frattempo sarebbero state eseguite ricognizioni aeree su Alessandria. Verso l'una del pomeriggio del 21 agosto tre bombardieri Bristol Blenheim del Group 211st della Desert Air Force, di ritorno da un'incursione sul vicino aeroporto di Tmimi, passarono a grande distanza dalle navi italiane che notarono, senza però attaccarle. Alle 7 del mattino del 22 un idrovolante britannico Short Sunderland del Group 230 della Royal Air Force, inviato in ricognizione sulla baia di Menelao dopo l'avvistamento fatto il giorno prima dai Blenheim, sorvolò le unità italiane venendo infruttuosamente bersagliato dalle loro artiglierie contraeree, per poi allontanarsi indenne. Due ore dopo Iride e Calipso si affiancarono ed entro le 11.20 vennero ultimate le operazioni di trasbordo sul sommergibile dei nove operatori, del materiale e degli SLC. Mentre l’Iride iniziava a manovrare per allontanarsi dal el Maràcheb ed effettuare una prova d'immersione di due ore, la Calipso affiancò al lato sinistro della Monte Gargano, rifornendosi di nafta, per poi ormeggiarsi ad un centinaio di metri da essa, con la prua orientata verso nord. Le vedette erano ai loro posti e gli uomini ai posti di combattimento. Alle 11.56 l’Iride lanciò un allarme aereo: erano infatti comparsi nel cielo del golfo di Bomba tre aerosiluranti Fairey Swordfish dell'824° Squadron della Fleet Air Arm, decollati da Sidi el Barrani alle 10.38 per attaccare le navi italiane. La prima unità ad essere colpita fu l’Iride, che a mezzogiorno fu centrato da un siluro a prua ed affondò rapidamente con gran parte dell'equipaggio; il secondo Swordish attaccò la Calipso ma il fuoco delle artiglierie della torpediniera lo ostacolò obbligandolo a lanciare da 1000 metri il proprio siluro, che mancò il bersaglio passando a poppa della torpediniera ed andando a finire contro la riva. 

Particolare del relitto della Monte Gargano.

Il terzo Swordfish, pilotato dal tenente di vascello W. G. Wellman, manovrò ad allargare con un beta di 20° ed attaccò la Monte Gargano, che aveva frattanto aperto il fuoco con il cannone prodiero (impedendo però, con la propria mole, alle mitragliere prodiere di dritta della Calipso di fare fuoco): benché ostacolato dal tiro delle armi contraeree del posamine e della Calipso, che lo colpirono e gli arrecarono alcuni danni, l'aereo sganciò correttamente il proprio siluro da una distanza leggermente inferiore ai 1300 metri, con un beta di 80°. Il capitano di fregata Giorgini, che osservava l'attacco da bordo della Monte Gargano, ordinò all'equipaggio di porsi al riparo sul lato sinistro, poi, alle 12.03, la motonave venne centrata dall'arma subito a proravia della plancia (l'impatto venne inizialmente scarsamente percepito) e sbandò sulla dritta, appruandosi ed iniziando ad affondare: l'ammiraglio Brivonesi, il comandante Giorgini ed il resto dell'equipaggio ebbero appena il tempo di ammainare le scialuppe ed abbandonare la nave, che in pochi minuti si abbatté poi sul lato sinistro ed affondò in acque basse, lasciando emergere gran parte della fiancata di dritta (altra fonte dà le 13.30 come ora dell'affondamento, ma si tratta probabilmente di un errore). L'equipaggio venne preso a bordo dalla Calipso e da un peschereccio giunto sul posto.